# Ferrovia Venta de Baños–Gijón
La ferrovia Venta de Baños–Gijón è una ferrovia spagnola che collega Gijón, nelle Asturie, alle principali linee ferroviarie del paese

## Percorso
La linea si dirama dalla ferrovia Madrid–Hendaye presso Venta de Baños e serve le stazioni di Palencia, León e Oviedo prima di raggiungere quella di Gijón. A León inizia la ferrovia León–A Coruña .

## Traffico
Il servizio ferroviario suburbano Cercanías Asturias utilizza la linea da Gijón fino a Puente de los Fierres; mentre un servizio regionale della Renfe Operadora percorre l'intera linea da Gijón alla stazione di Valladolid-Campo Grande, impiegando 5 ore e 43 minuti.